# Xiringüelu
El Xiringüelu es un baile popular de Asturias (España), caracterizado por sus pasos movidos, de donde le viene el nombre, pues xiringar en asturiano significa moverse, agitarse. Este baile se origina en el siglo XVII, y es propio de las romerías con gaita y tambor y es habitual en todo el Principado y centros asturianos de otros lugares.

## Romería del Xiringüelu

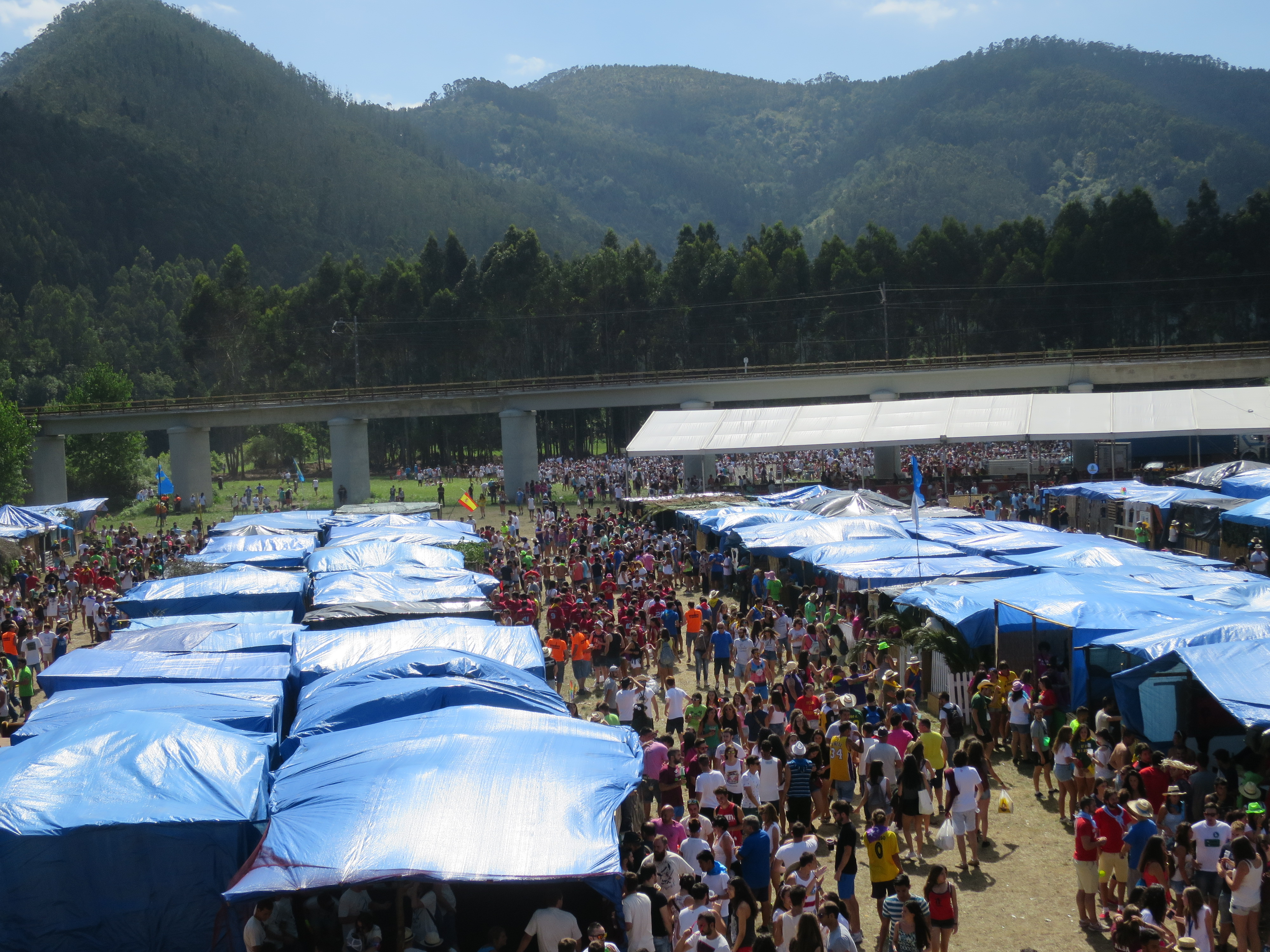
Imagen parcial de la fiesta del Xiringüelu de Pravia

El baile da nombre a una de las romerías más concurridas de Asturias, que se celebra el primer o segundo domingo del mes de agosto en el prado Salcedo, situado junto al Río Nalón en el concejo de Pravia. Anteriormente había comenzado a realizarse en el pueblo de Cañedo.
Esta celebración se distingue por la construcción de casetas artesanales, realizada por las peñas del pueblo. En estas se consume sidra y comida desde la mañana hasta la noche. Los romeros que no tienen caseta disfrutan de la fiesta visitando éstas o en la zona más amplia del prado con bebidas y comida. En los últimos años la asistencia fue superior a 30 000 personas.